# Briggse logaritme

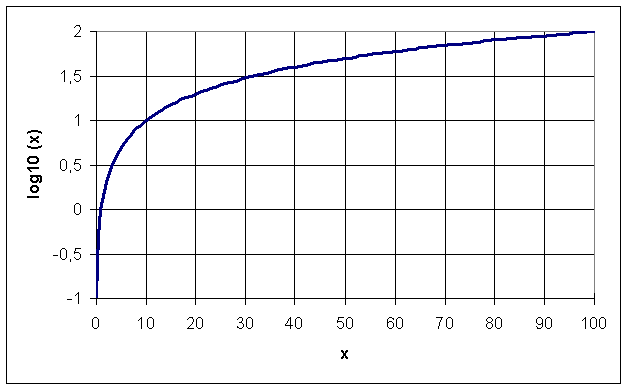
Grafiek van de briggse logaritme

De briggse logaritme, vaak ook gewoon als logaritme aangeduid, is de logaritme met grondtal 10. Hij wordt op verschillende manieren genoteerd:
{\displaystyle \log _{10}x={}^{10}\!\log x=\lg x},
al dan niet met haken rond het argument {\displaystyle x}. De notatie zonder grondtal "{\displaystyle \log x}" kan verwarrend zijn: in sommige contexten gebruikt men de notatie "log" ook voor de natuurlijke logaritme (die doorgaans als "ln" genoteerd wordt). 
De briggse logaritme van een positief getal {\displaystyle x} is de exponent waartoe men het getal 10 moet verheffen om {\displaystyle x} te verkrijgen. Er geldt dus:
{\displaystyle y=\log _{10}x\Longleftrightarrow 10^{y}=x}
De briggse logaritme is genoemd naar de Engelse wiskundige Henry Briggs en staat naast de natuurlijke of Neperse logaritme met als grondtal {\displaystyle e} die van eerdere datum is. John Napier (Neper) stelde in 1614 de eerste logaritmen voor met {\displaystyle e} (2,718 28...) als keuze voor het grondtal. Daarmee kon men ingewikkelde berekeningen in de sterrenkunde reeds vereenvoudigen. Toch waren de berekeningen met het grondtal {\displaystyle e} nog vaak erg moeilijk, waardoor Briggs voorstelde grondtal 10 toe te passen.
Briggs stelde tafels met logaritmen samen met 14 cijfers achter de komma, door met pen en papier 27 opeenvolgende vierkantswortels uit 10 te trekken met 16 cijfers achter de komma. Dan berekende hij de 27 volgende wortels met een benaderingsformule.
Vaak wordt het grondtal van de briggse logaritme niet vermeld en schrijft men eenvoudig {\displaystyle \log x}, wat wordt afgeraden. Omdat ook de natuurlijke logaritme veel gebruikt wordt, kreeg deze een eigen notatie: {\displaystyle \ln(x)} in plaats van {\displaystyle \log _{e}(x)}. Deze notatie is nog steeds gangbaar, vooral onder fysici, ingenieurs en andere toegepaste wetenschappers waar het rekenen met ordes van 10 veel voorkomt. Binnen de wiskunde is de natuurlijke logaritme echter van essentieel belang en is het gebruikelijk geworden om de natuurlijke logaritme aan te duiden met {\displaystyle \log(x)}, in plaats van de briggse.

## Voorbeelden
- De briggse logaritme van 1000 is 3, want 103 = 1000.
- De briggse logaritme van 10 is 1, want 101 = 10.
- 10log(1) = 0 want 100 = 1.
- 10log(3) = 0,47712125...
- 10log(30) = 1,47712125...
- 10log(1/10) = −1 want 10−1 = 1/10.

De briggse logaritme van een negatief getal is niet gedefinieerd in de reële getallen. Men kan de logaritme voor negatieve getallen wel definiëren binnen de complexe getallen (zie Logaritme#Logaritmes van complexe getallen) maar hij is dan niet uniek gedefinieerd, en de logaritme met grondtal anders dan {\displaystyle e} is daar ongebruikelijk. De briggse logaritme van 0 bestaat niet, maar de rechterlimiet bestaat wel, en is min oneindig:
{\displaystyle \lim _{x\rightarrow 0}{}^{10}\!\log x=-\infty }

## Gebruik
Alleen de gehele machten van 10 bezitten een geheel getal als briggse logaritme. Alle andere positieve getallen zijn kommagetallen. Het aantal gehelen van een logaritme noemt men de wijzer. De wijzer is positief voor getallen groter dan of gelijk aan 1, en negatief voor getallen gelegen tussen 0 en 1. Het voordeel van het gebruik van briggse logaritmen is dat het cijfer vóór de komma gelijk is aan het aantal cijfers van het grondtal min 1. Anders gezegd: het aantal cijfers vóór de komma {\displaystyle n} van een getal (groter dan 1) is gelijk aan {\displaystyle \lfloor \log {\hbox{ }}n\rfloor +1}
Het verschil tussen de wijzer van de logaritme van een getal en de logaritme zelf, wordt mantisse genoemd. Een mantisse ligt dus steeds tussen 0 en 1. De logaritme van getallen, waar enkel de komma op een andere plaats staat, hebben dezelfde mantisse maar enkel een andere wijzer. Zoals geïllustreerd in bovenstaande voorbeelden: {\displaystyle \log 3} en {\displaystyle \log 30}.
Andere voorbeelden:
- {\displaystyle \log 123=2{,}08990\ldots }
- {\displaystyle \log 12{,}3=1{,}08990\ldots }
- {\displaystyle \log 0{,}0123=-1{,}91009\ldots =-2+0{,}08990={\bar {2}}{,}08990}

Het minteken boven op de wijzer slaat op het feit dat het enkel telt voor de wijzer. De mantisse is steeds positief. Hier is te zien dat de logaritmen van de getallen 123 of 12,3 en 0,0123 dezelfde mantisse hebben. Dit maakt briggse logaritmen eenvoudig om mee te werken; men hoeft alleen over een tafel van de mantisses te beschikken. Dat zijn de logaritmetafels.
Om de briggse logaritme van een getal op te zoeken, bepaalt men dus de wijzer uit het hoofd en zoekt men de mantisse op in logaritmetafels.
Regel voor de wijzer:
- Is een getal groter dan 1, dan is de wijzer gelijk aan het aantal cijfers vóór de komma - 1
- Is het getal gelegen tussen 0 en 1, dan is de wijzer gelijk aan het aantal nullen vóór het eerste beduidende cijfer.

Een logaritmetafel hoeft dus slechts de mantisses van bijvoorbeeld 1001 t/m 9999 te bevatten om de logaritmes van alle positieve getallen bij benadering te bepalen.
Alle wetenschappelijke elektronische rekenmachines beschikken over een functie die de natuurlijke logaritme en de logaritme met grondtal 10 berekent. Het rekenen met logaritmen is de laatste jaren met het opkomen van de elektronische rekenmachines naar de achtergrond verdrongen.
In de informatica werken sommige programmeertalen uitsluitend met de natuurlijke logaritme. Wenst men toch de briggse logaritme van een getal te gebruiken, dan moet men gebruikmaken van volgende eigenschappen:
{\displaystyle \log _{10}x={\ln x \over \ln 10}}
De natuurlijke logaritme speelt een belangrijke rol in de wiskunde. De briggse logaritme is minder fundamenteel, maar wordt wel veel gebruikt om grootheden van sterk uiteenlopende waarden te vergelijken, zoals de schaal van Richter voor aardbevingen, de bodediagrammen in de regeltechniek en de communicatietechniek, de helderheid (magnitude) van sterren, de zuurgraad of pH in de scheikunde en de decibel (dB) schaal in akoestiek en communicatietechniek.